# 具志堅用高
具志堅 用高（ぐしけん ようこう、1955年〈昭和30年〉6月26日 - ）は、日本の元プロボクサー、タレント。沖縄県石垣市（石垣島）出身。元WBA世界ライトフライ級（当時国内ではジュニアフライ級）王者。太田プロダクション所属。
現在こそバラエティ番組の影響でユニークなキャラクターが知られているが、現役時代は最優秀選手賞に5度選ばれ、日本人男子の世界王座防衛記録を保持している(13度)。2015年に国際ボクシング名誉の殿堂オールドタイマー部門に選出された。

## 概要
ニックネームは「カンムリワシ」。生来のサウスポーだが、書き手は右手。ボクシングスタイルはファイタータイプ。血液型A型。トレードマークは独特のアフロヘアー（天然ではない）と口髭。入場テーマ曲は、メイナード・ファーガソンの「Conquistador」（征服者）。協栄ジム初代会長の金平正紀が具志堅の世界初挑戦の時に「100年に一人の天才」というキャッチフレーズで売り出した。

## 来歴
旧琉球王国の士族の家系である具志堅親雲上用易を元祖とする允氏具志堅家の系譜であり、名乗り頭に「用」の字を用いている。地元の中学卒業後、沖縄本島に渡り興南高等学校に入学。高校時代ボクシング部に入る前は野球部を志望していたが、身長が足りないことで入部を断られた。上原康恒の実父上原勝次や金城真吉、仲井真重次の特訓で天性の素質が開花。3年次でインターハイ・モスキート級優勝。同校卒業後に上京する。拓殖大学商学部の体育推薦入試に合格していたが、協栄ジムの金平正紀会長の命を受けた高橋勝郎マネージャーに半ば強引に勧誘され協栄ジムに入門。上京後は、後援者から沖縄県との習慣の違いなどの生活面を気遣われ、紹介された剣道家卯木照邦が経営していた飯田橋のとんかつ屋「ひろかわ」で昼の11時から午後3時くらいまで月給4万円のアルバイトをしていた。生活は楽ではなく、プロ入り後も1978年の5回目の世界王座防衛戦まで、店の近くにあった電話もテレビも冷蔵庫も洗濯機もない6畳一間のアパートで新潟出身の6-7歳年上の人と2人住まい、アルバイト以外はボクシング漬けだった。その同居人に「お金を借りに来る人がいるから相手にするな」 と忠告されていたが、ある時ファイトマネー80万円を人に貸したところそのまま持ち逃げされ「ああ、言われたことは本当だな」と思ったとのこと。アマチュア時代の戦績は62勝（50KO、RSC）3敗。アマチュアでのクラスはモスキート級（45kg以下）だったが、当時のプロはフライ級（112ポンド=50.802kg以下）が最軽量級であり、具志堅もフライ級でプロデビューすることとなった。
1974年5月28日、牧公一（田辺）との4回戦でプロデビューしたが、後にフライ級の全日本新人王、日本王者になる実力者の牧に、体格面で劣る具志堅は苦戦し、僅差の判定勝ちに終わった。同年9月10日に行われた牧との再戦でも、前回より差がついたもののやはり4回判定勝ちだったが、この直後にフライ級の下に新しくジュニアフライ級（現ライトフライ級）が新設されることになり、フライ級では体格面でハンデを感じていた具志堅も同クラスに転向、その後はようやく実力を発揮し始めるようになった。日本上位クラスに4連勝（3KO）し、世界10位にランクされた具志堅は、1976年1月23日、神奈川県川崎市体育館で世界同級3位、セサール・ゴメス・キー（アメリカ）との「世界王座挑戦者決定戦」に臨んだ。相手のキーは14戦全勝（12KO）無敗の強打者だったが、具志堅は2回にダウンを奪った後も終始圧倒して7回KO勝ちし、世界王座挑戦のチャンスを得た。
1976年10月10日、山梨県甲府市の山梨学院大学体育館にて"リトル・フォアマン"の異名を持つWBA世界ライトフライ級王者ファン・ホセ・グスマン（ドミニカ共和国）に9戦目で挑戦。戦績21勝（15KO）1敗、うち初回KO勝ちが11度という強打の王者に対して、挑戦者・具志堅は開始当初から軽快に動き回り、一発を狙う王者を回転の速い連打で圧倒し、2回、4回にダウンを奪った。また、3回には手負いのグスマンの左フックを浴び、ロープに後退したが、グスマンの後続パンチを全てウィービングで外してピンチを切り抜けるなど、防御面でも天才的な動きを見せた。そして、7回開始早々、グスマンをロープに追い詰め、コンビネーションブローで3度目のダウンを奪ったところでKO勝ちとなり、沖縄県出身者初の世界王者となった。試合後「ワンヤ、カンムリワシニナイン（自分はカンムリワシになりたい）」と話したことから「カンムリワシ」の異名がついた。なお、9戦目での世界王座奪取は当時の国内最短記録となった（後に辰吉丈一郎に更新され、現在は田中恒成の5戦目）。ファイトマネーは80万円。
1977年1月30日、日本武道館において、元WBA王者で世界2位（1位はWBC王者ルイス・エスタバ）の指名挑戦者、ハイメ・リオス（パナマ）と初防衛戦を行う。「ハエのようにうるさい」と言われる変幻自在の動きが特徴の挑戦者は、2回に右で具志堅からダウンを奪い、その後も右を再三ヒットして具志堅の両目を腫らすが、具志堅は落ち着いて中盤以降ボディ攻撃を敢行し終盤はリオスを圧倒。2-1のスプリットデジションとなったが（パナマの副審はリオスの勝ちと採点）判定勝ちで初防衛に成功した。翌1978年5月7日には、広島県立体育館での5度目の防衛戦でリオスと再戦、今回も王座奪還に執念を燃やすリオスの右を再三浴び、両目を腫らすが、ボディ中心の攻撃で中盤以降圧倒。7回にダウンを奪った後、13回終盤、右フックでリオスのマウスピースを飛ばした後、コーナーに後退したリオスを乱打したところでレフェリーが試合を止め、2分59秒、具志堅のKO勝ちとなった。
1979年1月7日には、神奈川県川崎市にある川崎市体育館にて2度目の防衛戦でも対戦（2-1の判定勝ち）したリゴベルト・マルカノ（ベネズエラ）を終始圧倒して7回KOに降し、7度目の防衛に成功。当時の日本人世界王者の最多防衛回数を更新（それまでの最多防衛記録は小林弘、輪島功一の6度）。
1979年4月8日、蔵前国技館にて元WBA世界フライ級王者：アルフォンソ・ロペス（パナマ）を7回KOに降し、8度目の防衛に成功。1977年10月の3度目の防衛戦からこれで6連続KO防衛となった。
1980年6月1日、高知県民体育館にてマルチン・バルガス（チリ）を8回KOに降し、12度目の防衛に成功。ジュニアフライ級の世界王座防衛回数世界新記録（当時）を達成。その後、10月12日には石川県金沢市の金沢実践倫理記念会館に於いてペドロ・フローレス（メキシコ）を苦戦しながらも15回判定に降し、13度目の防衛にも成功（世界王座防衛13度は日本人男子世界王者の最多記録で、女子を含めると小関桃に次ぐ記録）。
1981年3月8日、地元沖縄県での凱旋試合として具志川市（現在のうるま市）の具志川市立総合体育館にて14度目の防衛戦を開催。前回の防衛戦で対戦したフローレスと再戦。回が進むにつれ、挑戦者のプレッシャーをかわし切れなくなっていく。8回に最初のダウンを奪われると、迎えた12回、挑戦者の右ストレートをまともに浴びて2度目のダウン。辛くも立ち上がり試合続行に応じたが挑戦者の追撃に襲われる。ここでセコンドからタオルが投入され世界王座陥落。この試合を最後に現役を引退した。本人が語った所によると、最初調子は悪くなかったが、序盤でパンチが目に入り、目がよく見えなくなり、そのあとは記憶が無く、ダウンしたことも翌日の報道で知ったと言う。その後、再戦の話が出るが、網膜剥離寸前と診断され一ヶ月通院。元のようには戦えないと思い、新婚の妻とも話し合ったすえに引退を決めた。
引退後は解説者として活躍する一方、タレント活動にも参加。1995年には日本人初のボクシング世界王者でもある白井義男と共同で「白井・具志堅スポーツジム」を開設。同ジムの会長として後進育成に力を入れ、元日本スーパーフライ級王者の名護明彦、元OPBF東洋太平洋ライトフライ級王者の嘉陽宗嗣らを育てた。2017年5月20日には所属する比嘉大吾が前王者フアン・エルナンデスを破ってWBC世界フライ級王者となり、所属ジムから初の正規世界王者が誕生した。しかし、2020年6月6日に公式ホームページで「気力、体力ともに、これまでのように情熱を持っての指導に当たるには難しい年齢になったこともあり、ここが潮時と決断いたしました」と閉館を発表。7月31日に閉館した。
2010年4月より、太田プロダクションに所属となる。同年6月に『クイズ!ヘキサゴンII』に出演すると、そのマイペースなキャラクターと珍解答で注目され、そのまま準レギュラーとなった。太田プロ所属以前から天然ボケキャラを生かしてテレビ出演をこなしていたこともあり、2021年現在も数々のバラエティ番組に出演し、「ちょっちゅね」に代表される陽気なイメージと、独特のキャラクターで人気を集めている。
2010年5月には、日本における元世界チャンピオンらと共に、プロボクシング・世界チャンピオン会を設立した。
2011年5月、BEGIN、夏川りみとともに石垣市の観光大使に任命された。
2014年に国際ボクシング名誉の殿堂オールドタイマー部門に選出された。2015年にはイクメン・オブ・ザ・イヤー・イクジイスポーツ部門を受賞した。

## 戦績
| 戦           | 日付           | 勝敗 | 時間     | 内容    | 対戦相手               | 国籍               | 備考                                |
| ------------ | -------------- | ---- | -------- | ------- | ---------------------- | ------------------ | ----------------------------------- |
| 1            | 1974年5月28日  | ☆    | 4R       | 判定    | 牧公一                 | 日本（田辺）       | プロデビュー戦                      |
| 2            | 1974年9月10日  | ☆    | 4R       | 判定    | 牧公一                 | 日本（田辺）       |                                     |
| 3            | 1974年12月9日  | ☆    | 5R 2:45  | KO      | 三原忠広               | 日本（オギクボ）   |                                     |
| 4            | 1975年3月9日   | ☆    | 4R 2:36  | KO      | 新田恭信               | 日本（笹崎）       |                                     |
| 5            | 1975年6月29日  | ☆    | 6R       | 判定    | ジョー康雄             | 日本（中村小田原） |                                     |
| 6            | 1975年10月19日 | ☆    | 6R 1:25  | KO      | 蕨野昭二               | 日本（埼玉中央）   |                                     |
| 7            | 1976年1月23日  | ☆    | 7R 2:16  | KO      | セザール・ゴメス・キー | アメリカ合衆国     |                                     |
| 8            | 1976年7月16日  | ☆    | 3R 2:44  | KO      | 滝井利久               | 日本（池田）       |                                     |
| 9            | 1976年10月10日 | ☆    | 7R 0:32  | KO      | ファン・ホセ・グスマン | ドミニカ共和国     | WBA世界ライトフライ級タイトルマッチ |
| 10           | 1977年1月30日  | ☆    | 15R      | 判定2-1 | ハイメ・リオス         | パナマ             | WBA防衛1                            |
| 11           | 1977年5月22日  | ☆    | 15R      | 判定2-1 | リゴベルト・マルカノ   | ベネズエラ         | WBA防衛2                            |
| 12           | 1977年10月9日  | ☆    | 4R 2:17  | KO      | モンシャム・マハチャイ | タイ               | WBA防衛3                            |
| 13           | 1978年1月29日  | ☆    | 14R 0:27 | KO      | アナセト・バルガス     | フィリピン         | WBA防衛4                            |
| 14           | 1978年5月7日   | ☆    | 13R 2:59 | KO      | ハイメ・リオス         | パナマ             | WBA防衛5                            |
| 15           | 1978年8月13日  | ☆    | 6R 2:22  | KO      | 金莫童                 | 韓国               | ノンタイトル戦                      |
| 16           | 1978年10月15日 | ☆    | 5R 0:22  | KO      | 鄭相一                 | 韓国               | WBA防衛6                            |
| 17           | 1979年1月7日   | ☆    | 7R 0:36  | KO      | リゴベルト・マルカノ   | ベネズエラ         | WBA防衛7                            |
| 18           | 1979年4月8日   | ☆    | 7R 2:47  | KO      | アルフォンソ・ロペス   | パナマ             | WBA防衛8                            |
| 19           | 1979年7月29日  | ☆    | 15R      | 判定3-0 | ラファエル・ペドロサ   | パナマ             | WBA防衛9                            |
| 20           | 1979年10月28日 | ☆    | 7R 0:53  | KO      | チト・アペラ           | フィリピン         | WBA防衛10                           |
| 21           | 1980年1月27日  | ☆    | 15R      | 判定3-0 | 金龍鉉                 | 韓国               | WBA防衛11                           |
| 22           | 1980年6月1日   | ☆    | 8R 1:42  | KO      | マルチン・バルガス     | チリ               | WBA防衛12                           |
| 23           | 1980年10月12日 | ☆    | 15R      | 判定3-0 | ペドロ・フローレス     | メキシコ           | WBA防衛13                           |
| 24           | 1981年3月8日   | ★    | 12R 1:45 | KO      | ペドロ・フローレス     | メキシコ           | WBA王座陥落                         |
| テンプレート |                |      |          |         |                        |                    |                                     |

生涯戦績 24戦23勝（15KO）1敗

## 人物
- 沖縄の本土復帰後には、サウスポーであることから交通ルールの変更[注 4] を周知するCMにも出演した。
- トレードマークとなる、ヒゲとアフロヘアーは、チャンピオンを目指しはじめた時から意識しはじめた。世界に出ても気後れせずにという思いで、当時の中南米の選手がかっこ良くヒゲをはやしていたので真似をする。[15]
- ダウンした相手を殴る悪癖がある程、試合では気性が荒かったが、自分では臆病者だと語っている。「周りから引っ張られたからボクシングを続けた。控え室に誰もいなかったら、迷わず試合を投げ出して逃げる自信があった」とも語ったことがある。
- 8度目の防衛戦の約1週間前となる1979年4月2日にTBS系クイズ番組「クイズ100人に聞きました」の第1回に家族で出場し、1992年の当番組最終回スペシャルにも「ボクシングチャンピオンチーム」の一員として出場した。
- 『世界戦の前日、ボブ・マーリーと喧嘩し、後に意気投合し、翌日の世界戦に招待した』、というエピソードがWikipediaの記事として載ったが、そのことを本人にインタビューした際、「ボブ・マーリーって誰？僕は誰とも喧嘩なんてしたことないよ」と、否定している[16]。
- 現役時代、TBSの歌番組『ザ・ベストテン』にゲスト出演。チャゲ&飛鳥の飛鳥涼とパンチングマシン対決で敗れ、再挑戦するもリベンジには至らなかった。
- 具志堅を事実上引退に追い込んだペドロ・フローレス（現在はメキシコでボクシングジムを開いている）とは1997年にテレビ朝日で放送された『ザ・スーパーサンデー・あの人は今』の企画で再会し、1ラウンドだけだったがペドロのジム内リングで“リターンマッチ”を行っている。
- 協栄ジムの金平正紀前会長が広島出身で、広島東洋カープの後援会員だった関係で、毎年、会長とカープの日南キャンプに行っていたことから、カープの選手、特に山本浩二と仲良しになる[17][18]。現役時代はお酒は飲んでいなかったが、引退後、山本の行きつけだった六本木のクラブに出入りしてお酒を飲み始め、ここで星野仙一や田淵幸一、東尾修ら野球選手、ビートたけしや高田文夫、片岡鶴太郎ら芸能人との付き合いが始まり、その後のタレント活動につなげた[17][18]。
- デビュー前年に大場政夫が交通事故死した影響から現役時代は自動車免許を取得しなかったが、試合の勝利賞で自動車一台が貰えることも多く、その際は友人に譲った。しかし名義変更を忘れていたため各種請求は自分のところに来て困り果てたという。だが免許は引退後に無事取得した。初めて買った車は日産・セドリック。現在の愛車はメルセデス・ベンツ。[19]
- 引退後、衣笠祥雄らとともにアートネイチャーのCMに出演。アートネイチャーは白井・具志堅ジム設立当初のスポンサーだった。
- 本人が「そうですね」と言うとき、「ちょっちゅね」と訛ることが、片岡鶴太郎らのものまね[注 5] もあって日本中に浸透。「ちょっちゅね」は具志堅の代名詞にもなっているが、知らない子供から「ちょっちゅね」と突然話しかけられるため、一時期は困っていたという。沖縄県には、『ちょっちゅね』というお菓子がある。
- ユーモラスな発言による笑い話は有名で『カモンはコンクリート（ブロック塀）（“家紋”を“家の門”と勘違いしたらしい）』『母校のデントウはナショナル（蛍光灯）（これも“伝統”と“電灯”の勘違い）』『おとうさんは海を歩いています（“うみあっちゃ〜”＝“海で歩く人”＝方言で“漁師”の意味“うみあっちゃ〜”を標準語でなんというのかわからず直訳してしまった）』『（クイズ番組で）ラッキーセブンの5』などの発言をしたことがある。2006年にはこの発言集をまとめた本が出版された。
- ガッツ石松、輪島功一と共に出演した奥の細道を題材にした旅番組の俳句を作るコーナーで、指を折りながら五七五を数えていたにもかかわらず、出来た俳句は「みちのく 一人旅 志」というものだった。
- 全日本ホストグランプリの審査委員長も務めている[20]。
- 元プロボクシング世界チャンピオン有志が中心となって関西で開催している「チャンプチャリティーゴルフ大会」を通して盲導犬の普及活動を進めている。2004年10月から2005年3月には、サンテレビで盲導犬の社会啓発活動番組『具志堅用高のチョッチュネー!盲導犬〜光に向って走れ〜』のパーソナリティーを務めた。
- 2007年春、東日本協会会長選への出馬を表明したが、結果的に断念。
- 1995年に日本スポーツ出版社からボクシング教則ビデオを発売し、そのモデルにコウジ有沢が出演。
- 山口圭司は国際ジム入りが決まり掛けていたが、自身と同じ全日本高校王者から18歳でプロボクサーとなった具志堅や友利正の勧めで自身が憧れている井岡弘樹が所属していたグリーンツダに入門した。
- 亀田兄弟の非常識な振る舞い、対戦相手・戦績の問題点、反則スタイルなどに対し、くりかえしテレビ番組などで問題を指摘し、改めるよう発言した[21]。亀田兄弟とはその後テレビ番組などで共演をしており、亀田兄弟も具志堅に対しては敬意を表し接していた。
- 2010年6月30日、沖縄で35年ぶりに開催されたプロ野球公式戦「横浜ベイスターズ vs 東京ヤクルトスワローズ」戦（ 沖縄セルラースタジアム那覇）の始球式に登場した。
- 地元沖縄のサッカークラブ「FC琉球」の二代目「ファイヤーサポーター」（初代は川平慈英）を務めており、具志堅をモチーフとしたマスコット「ぐしけんくん（仮）」も誕生している。
- 戦国時代を舞台とした漫画『へうげもの』に登場する加藤清正は具志堅をモデルにしている。アニメ化された際にはその縁で原作者・山田芳裕から清正役の声優として指名され、引き受けた。ちなみに作中での清正の口癖は「ちょっちゅね」である。

## 歌
- 拳（こぶし）（1979.10）作詞：千家和也／作曲：森田公一／編曲：高田弘

## 著書
- ふかぁ〜い具志堅用高のはなし（ぶんか社、2011年）[22] ISBN 978-4821143214
- 具志堅良好！語録（宝島社、2015年）ISBN 978-4800244932

## 家族
- 具志堅用敬（父）：元漁師。第二次世界大戦後に石垣島に移住。用高の引退後、石垣島に具志堅用高記念館を開き館長を務めた。2019年9月8日没[23]。生前、「昼めし旅　〜あなたのご飯見せてください!〜（テレビ東京）」などにも出演したことがある。
- 兄弟は用高を含め4人[23]。兄は、八重山観光フェリーの操縦士・船長。容貌がよく似ているため、用高本人が八重山観光フェリー事務所を訪問した際に、社員全員が兄と間違え「お疲れ様～」と声をかけたという逸話がある[24]。姉は、父用敬から引き継いで具志堅用高記念館を運営している[23]。
- 1979年10月22日にNHKで放送された具志堅のドキュメンタリー番組『NHK月曜特集 「わが沖縄」 ―具志堅用高とその一族―』にて、父・用敬の従兄弟に同姓同名の「具志堅用高」が居たことが明らかにされている[25]。
- 妻との間に1男1女[26]。
- 具志犬グスマン（愛犬）：用高が飼っているボクサー犬。名前は世界王座獲得時の対戦相手ファン・ホセ・グスマンから取った。「愛犬家とその飼い犬」としてテレビ出演多数。2020年没。

## 出演

### 映画
- KIDS（1985年）
- のぞみウィッチィズ（1990年）
- Summer Nude（2003年）
- 風が通り抜ける道 沖縄県後援、イオンエンターテイメント（2024年）
- 氷室蓮司（2024年）[27]

### テレビドラマ
- 女たちの大坂城（1983年、YTV）
- ちゅらさん（2001年、NHK）石嶺高 役
- 琉神マブヤー1972レジェンド 第十話（2012年12月8日、琉球放送） - 本人 役
- SPEC〜零〜（2013年10月23日、TBS） - ボクサー 役
- リコハイ!! 最終話（2021年6月18日、Paravi） - 左官の親方 役
- ちむどんどん (2022年5月12日 - 、NHK) - 安里会長 役

### テレビアニメ
- へうげもの（2011年、NHK BSプレミアム） - 加藤清正 役
- 沖縄で好きになった子が方言すぎてツラすぎる（2025年） - ボクサー 役、比嘉のおじい 役

### バラエティ
- クイズ!ヘキサゴンII（2010年2月 - 2011年2月・2011年6月、フジテレビ）- 準レギュラー
- くりぃむクイズ ミラクル9（2012年1月11日 - 、テレビ朝日） - レギュラー解答者
- バイキング （2014年12月19日 - 2015年1月23日、フジテレビ）金曜日コーナーレギュラー、コーナー開始以降は蛭子能収と交互に出演。
- 僕らが考える夜（2015年7月2日 - 9月17日、フジテレビ）
- 優しい人なら解ける クイズやさしいね（2016年2月 - 2017年3月、フジテレビ）準レギュラー
- ぐしけんさん（2022年10月9日 - 、沖縄テレビ）初の冠番組

### 教養番組
- 趣味どきっ!「簡単&かわいくペットを描こう!」（2015年3月30日 - 、NHK Eテレ）
- チャリダー★（NHK BS1）レポーター（準レギュラー）

### CM
- ミズノ（現役時代、母校である興南高校で撮影）
- 730（1978年・沖縄県の自動車左側通行切り替えを周知するCM）
- ハウス食品 ククレカレー（1980年頃）
- 三菱電機 石油ガス化ファンヒーター DANFAN（1983年）
- アートネイチャー（1980年代半ば頃）
- トーリツ（札幌市に本社を置くリフォーム業者）
- ラーメンとん太（株式会社秀穂、1990年代）
- オオトリ引越サービス（堺市の引越し業者。テレビ大阪で流れていた）（1990年代頃）
- 琉球ジャスコ（2002年[28]）
- 小樽祝津霊園
- 野﨑建築工業（千葉テレビ限定）
- SECエレベーター「チャンピオン編」、「トレーニング編」、「アニメ・家族編」、「アニメ・スタッフ編」、「Wブレーキ編」（2005年 - ）
- P&G「ボールド」（2008年）
- NTT東日本「フレッツ・テレビ」（2010年 - ）
- ロッテリア「ちょっちゅね〜バーガー」、「ちょっちゅね〜シェーキ」（2011年） - 具志堅監修の期間限定商品。両方とも沖縄県内のロッテリアのみ販売。
- ビッグエコー（2011年 - ）
- ポケモンカードゲームBW（2011年）
- 富士重工業（2012年）
- BIG（2013年 - ） - 「よけるマン」として出演。
- 任天堂「リズム天国 ザ・ベスト+」（2015年）

### その他
- ヤマハ発動機 - ヤマハ・GT（通称ミニトレ）後期型のカタログにイメージキャラクターとして登場していた。